# Tagumpay
Tagumpay es un barrio rural  del municipio filipino de primera categoría de Corón perteneciente a la provincia  de Paragua en Mimaro,  Región IV-B.

## Geografía
Este barrio  se encuentra en  la Isla Busuanga la más grande del Grupo Calamian, donde se encuentra su ayuntamiento. Situado a medio camino entre las islas de Mindoro (San José) y de Paragua (Puerto Princesa),  el Mar de la China Meridional a poniente y el mar de Joló a levante. Al sur de la isla están las otras dos islas principales del Grupo Calamian: Culión y  Corón, que da nombre al municipio.
Su término  linda al norte con el barrio de Borac; al sur con el estrecho de Corón que separa isla Bunsuanga  de la isla de Corón, isla que da nombre al municipio; al este con el barrio de Marcilla; y al oeste con los  barrios I, II y VI de la Población.
Este barrio comprende el sitio de  Calindo y el Parques Marinos de Siete Pecados (Siete Pecados Marine Park of Barangay), donde se encuentra el islote de Maquinit, frente al de Maquinit Oriental, próximo a la isla de Corón.

### Demografía
El barrio  de Tagumpay contaba  en mayo de 2010 con una población de 6.046  habitantes.

## Leyenda de los Siete Niños
Cuentan que siete niños se convirtieron en islas, formado el grupo de siete de islotes conocido por Siete Pecados. La gran isla al suroeste (Maquinit) podría haber sido su madre.